# Acontia triradiata
Acontia triradiata là một loài bướm đêm trong họ Noctuidae.